# Державний кордон Буркіна-Фасо

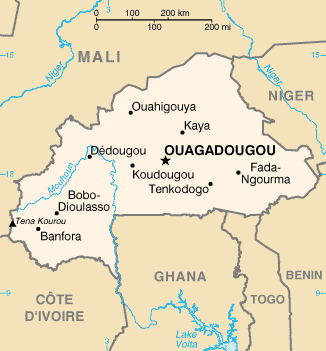
Карта Буркіна-Фасо

Державний кордон Буркіна-Фасо — державний кордон, лінія на поверхні Землі та вертикальна поверхня, що проходить по цій лінії, що визначають межі державного суверенітету Буркіна-Фасо над власними територією, водами, природними ресурсами в них і повітряним простором над ними.

## Сухопутний кордон
Загальна довжина державного кордону — 3611 км. Буркіна-Фасо межує з 6 державами. 
Ділянки державного кордону
| Держава     | Ділянка         | Довжина (км) | Прикордонні регіони | Примітки |
| ----------- | --------------- | ------------ | ------------------- | -------- |
| Малі        | захід і північ  | 1325         |                     |          |
| Нігер       | північний схід  | 622          |                     |          |
| Гана        | південь         | 602          |                     |          |
| Кот-д'Івуар | південний захід | 545          |                     |          |
| Бенін       | південний схід  | 386          |                     |          |
| Того        | південний схід  | 131          |                     |          |

Країна не має виходу до вод Світового океану.